# Ilusão (livro)
Ilusão é um livro de poesia escrito por Emiliano Perneta e lançado no Paraná, em agosto de 1911.
Coletânea dividida em seis seções (Plumas, Poesias diversas, Solidão, Sátiros e dríades, Um violão que chora..., Poemas), Ilusão é a principal obra do poeta considerado um dos fundadores do simbolismo no Brasil. Na ocasião do lançamento, Emiliano Perneta foi reverenciado como o "Príncipe dos Poetas Paranaenses", em evento realizado no dia 20 de agosto de 1911, no Passeio Público de Curitiba, numa pequena ilha que foi batizada de Ilha da Ilusão, aludindo ao título do livro.

## Ligação externa
- Edião virtual do livro Ilusão - Site da Academia Paranaense de Letras